# Nils Arvid Ramm
Nils Arvid „Nisse“ Ramm (* 1. Januar 1903 in Stockholm-Östermalm; † 8. November 1986 in Linköping) war ein schwedischer Boxer. Er war Gewinner der Silbermedaille bei den Olympischen Spielen 1928 in Amsterdam und Europameister der Amateure 1927 im Schwergewicht.

## Werdegang

### Amateurlaufbahn
Nils Ramm war einer der erfolgreichsten Boxer aus der Anfangszeit des Amateurboxens nach dem Ersten Weltkrieg. Er war Mitglied des großen schwedischen Sportvereins Djurgårdens IF Stockholm.
Seine internationale Laufbahn begann bei der 1. Europameisterschaft der Amateurboxer in Stockholm. Er startete dort im Halbschwergewicht. Diese Gewichtsklasse reichte damals nur bis 79,4 kg Körpergewicht. Er belegte bei dieser Veranstaltung den 2. Platz. Im Finale verlor er dabei gegen Thyge Petersen aus Dänemark.
Im Februar 1926 fand einer der ersten Länderkämpfe der Länderkampfgeschichte statt. In Stockholm siegte dabei Schweden gegen Deutschland mit 10:6 Punkten. Nils Ramm besiegte dabei den Deutschen Panne nach Punkten.
Im Januar 1927 reiste eine kombinierte schwedisch-dänische Boxstaffel in die Vereinigten Staaten. Nils Ramm boxte im Schwergewicht und trat dort insgesamt dreimal gegen US-amerikanische Gegner an. Er wurde dabei in New York K.-o.-Sieger in der 1. Runde über Andy McKalities und gewann in Philadelphia über Joe Hanbrick durch K. o. in der 2. Runde. Die dritte Begegnung fand in Grand Rapids statt. Von dort sind keine Einzelergebnisse bekannt.
Die 2. Europameisterschaft der Amateurboxer fand 1927 in Berlin statt. Nils Ramm wurde dabei mit einem Sieg über den deutschen Meister Hans Schönrath Europameister im Schwergewicht.
Im Februar 1927 gelang Nils Ramm, wieder in Berlin, anlässlich eines Länderkampfes Deutschland gegen Schweden ein Punktsieg über Johann Jaspers. Im gleichen Jahr fanden dann in Amsterdam die Olympischen Spiele statt. Nils Ramm siegte hier im Schwergewicht im Viertelfinale über Hans Schönrath nach Punkten, siegte im Halbfinale über Sverre Sorsdal aus Norwegen nach Punkten und unterlag im Endkampf dem starken Argentinier Arturo Rodríguez Jurado durch K. o. in der 1. Runde. Er gewann damit die Silbermedaille.

### Profilaufbahn
Nach den Olympischen Spielen in Amsterdam wurde Nils Ramm Profiboxer. Er traf in seinem ersten Kampf in Stockholm auf den ehemaligen deutschen Meister der Profiboxer im Schwergewicht Hans Breitensträter und gewann diesen Kampf nach 10 Runden nach Punkten. Dies war ein ausgezeichneter Start in seine Profilaufbahn. Bereits in seinem dritten Profikampf gewann Nils Ramm am 19. April 1929 in Stockholm mit einem Punktsieg nach 10 Runden über Edward Hultgren den schwedischen Meistertitel im Halbschwergewicht und holte sich kurz darauf in Stockholm mit einem Sieg über seinen schwedischen Landsmann Edgar Norman auch den skandinavischen Meistertitel im Halbschwergewicht.
Im Jahre 1930 ging Nils Ramm in die USA. Er nannte sich dort „Nisse“ Ramm und bestritt noch im gleichen Jahr eine Vielzahl von Kämpfen. Er siegte dabei in den ersten zehn Kämpfen gegen eine Reihe von zweitklassigen Aufbaugegnern bei einem Unentschieden neunmal. Gegen Ende des Jahres 1930 musste er dann gegen Mickey McFarland, Bud Duran und Johnny Freeman, alles Boxer die ebenfalls keineswegs zu den amerikanischen Spitzenboxern zählten, drei Niederlagen in Folge einstecken. Da er danach in den USA keine lukrativen Angebote mehr erhielt, kehrte er 1931 nach Schweden zurück.
Am 20. Februar 1931 gelang ihm in Stockholm ein bemerkenswerter Sieg über den Deutschen Ludwig Haymann. Nach zwei weiteren siegreichen Kämpfen bestritt Nils Ramm dann am 19. November 1931 in Stockholm gegen den Belgier Gustave Limousin, den er nach Punkten schlug, schon seinen letzten Profikampf.
Er hatte als Berufsboxer 22 Kämpfe bestritten, von denen er 17 gewann.